# Barabbas (Ghelderode)
Pour les articles homonymes, voir Barabbas (homonymie).
Barabbas est une pièce de théâtre écrite en 1928 par le dramaturge belge Michel de Ghelderode, inspirée par la personnalité du bandit Barabbas, un personnage des Évangiles, qui à la demande du peuple juif, est libéré par Pilate à la place de Jésus (Mt 26:15-21).

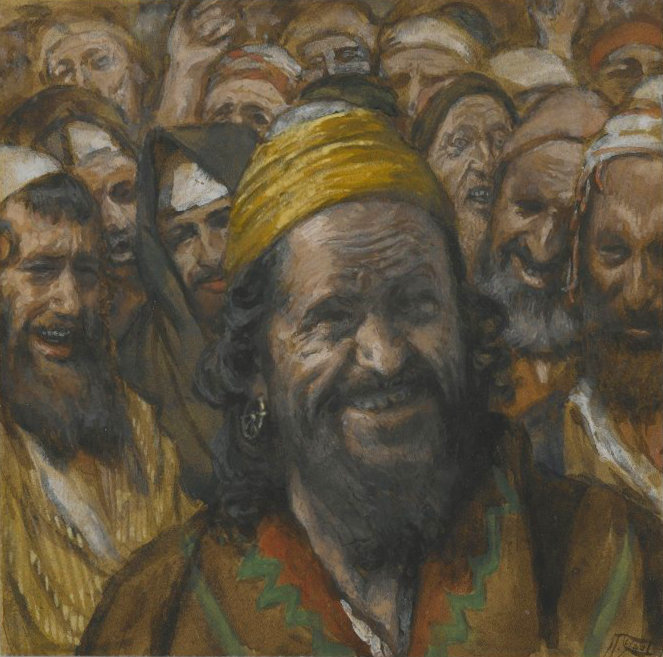
Barabbas (aquarelle de James Tissot)

## Intrigue
Barabbas, homme fort et violent, se trouve en prison avec Jésus, tous deux attendant leur jugement. Il est présenté comme ‘bandit’. Certainement meurtrier. On lui dit que son compagnon de cellule, Jésus, est un ‘révolutionnaire’. Mais Jésus se tait. Cela intrigue un peu Barabbas, homme sûr de lui-même, de sa puissance et de sa révolte. Dommage que la mort le guette et qu’il soit enchaîné. Mais rien ne le fait douter de lui-même. Il considère son compagnon de cellule comme un doux rêveur.
Grande est la surprise de Barabbas lorsque, à la fête de Pâque la foule demande sa libération plutôt que celle de Jésus. On rendra la liberté à Barabbas et on crucifiera Jésus. Une grande partie de la pièce tourne autour du doute profond dont est alors saisi Barabbas. Il est ‘déstabilisé’ et se sent le jouet de quelque chose qu’il ne comprend pas. Cela l’irrite profondément. Comment lui, le puissant, le violent, le dangereux, l’insoumis – et fier d’être tout cela - est-il préféré par la foule à cet innocent rêveur qui n’a fait de tort à personne, a nourri les foules, guéri plusieurs et parlé sans arrêt de non-violence ?
Sorti de prison, Barabbas cherche alors à comprendre. Il rencontre même les apôtres pour cela, et tente de les réorienter vers son idéal révolutionnaire. Mais sans succès. Celui qui croyait en la force physique et la violence pour résoudre conflits et querelles en reste avec son doute... Personne ne lui a fait jamais douter de lui-même sauf ce Jésus. 

## Représentations notables
Les premières représentations de la pièce ont lieu en Belgique en 1929, à Ostende le 4 mars puis à Bruxelles le 21 mars.
- 1950 : Paris, Théâtre de l'Œuvre, mise en scène Jean Le Poulain et Roger Harth.
- 1956 : Paris, festival de Paris, par le Théâtre national de Belgique[2].
- 1960 : Provins, Festival de Provins, mise en scène de Marcel Lupovici[3].
- 1987 : Abbaye de Villers-la-Ville, lors du premier été théâtral, mise en scène de Dominique Haumont[4].

## Postérité et influence
Jour de feu, un des romans les moins connus de René Barjavel, publié en 1957 utilise une forme poétique pour retranscrire l'aventure du Christ au XXe siècle. Le récit s'est inspiré de cette pièce de théâtre écrite par Michel de Ghelderode.